# 월리스주머니고양이
월리스주머니고양이(Myoictis wallacii)는 주머니고양이과에 속하는 유대류의 일종이다. 인도네시아와 파푸아뉴기니에서 발견되는 육식성 유대류이다. 특히, 인도네시아 말루쿠 주의 아루 제도에서 발견된다. 학명과 통용명은 이 종의 표본을 아루 제도에서 처음 수집한 영국인 박물학자 앨프리드 러셀 월리스(Alfred Russel Wallace)에서 유래했다.